# Rinya
Rinya ist ein Fluss im Komitat Somogy, das im Südwesten von Ungarn liegt.
Die Quelle befindet sich nördlich der Gemeinde Nemeskisfalud. Von dort fließt der Fluss in südlicher Richtung durch die Gemeinde Böhönye, die Stadt Nagyatád und die Gemeinde Babócsa. Westlich der Stadt Barcs mündet der Fluss in die Drau. Der Fluss hat eine Gesamtlänge von ungefähr 55 Kilometern.